# كأس اليونان 1978–79
كأس اليونان 1978–79 (باليونانية: Κύπελλο Ελλάδος ποδοσφαίρου ανδρών 1978-79)‏ هو الموسم 37 من كأس اليونان. أشرف على تنظيمه الاتحاد الإغريقي لكرة القدم، وكان عدد الأندية المشاركة فيه 58، وفاز فيه نادي بانيونيوس.